# Tjalling Joostes Halbertsma

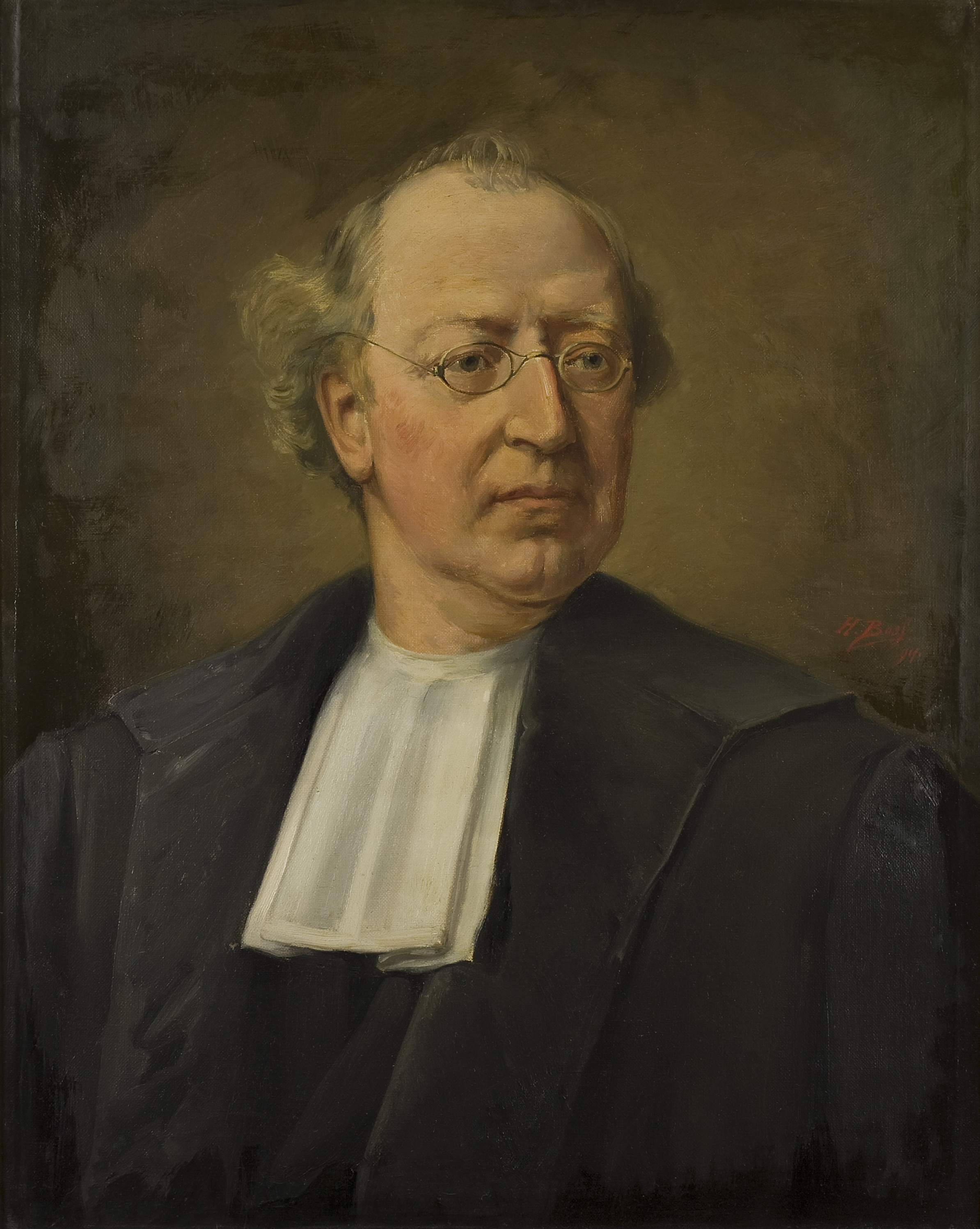
Tjalling Halbertsma J.Hzn.

Tjalling Joostes Halbertsma J.Hzn. (Deventer 20 juli 1829 – Antwerpen 18 juli 1894) was een Nederlandse classicus en hoogleraar aan de Rijksuniversiteit Groningen in Griekse taal- en letterkunde en Griekse oudheden en kunstgeschiedenis.
Tjalling Joostes Halbertsma is de eerste telg uit het Friese geslacht Halbertsma, die het ambt van hoogleraar bekleedde. Zijn vader was Joost Halbertsma (1789-1869), predikant in Bolsward en Deventer. Halbertsma studeerde aan de Rijksuniversiteit Leiden bij Carel Gabriel Cobet, waar hij op 15 december 1855 promoveerde op het proefschrift "Specimen litterarium continens priorem partem Proposographiae Aristhophanae". In 1877 werd hij hoogleraar aan de Rijksuniversiteit Groningen, waarbij hij de rede sprak "Hooger onderwijs in Grieksche taal, letterkunde en oudheden". Hij bleef tot zijn dood in 1894 aan de universiteit verbonden.

## Publicaties
- 1855. Specimen litterarium continens priorem partem Proposographiae Aristhophanae. Dissertatie Rijksuniversiteit te Leiden. Lugduni Batavorum.
- 1872. Lexicon Frisicum ; A-Feer. Daventriae.
- 1874. Eene vijf-en-twintigjarige voorbereiding : een zwaard van Damocles voor onze gymnasia en hoogescholen. Beijers.
- 1876. Lexicon Frisicum : A-Feer. Martinum Nijhoff.
- 1876. Onparlementaire beschouwingen over de hervorming onzer gymnasiën. Kruseman & Tjeenk Willink.
- 1877. Hooger onderwijs in Grieksche taal, letterkunde en oudheden : toespraak, bij de aanvaarding van het hoogleeraarsambt aan de Rijksuniversiteit te Groningen. Wolters.

Artikelen
- T.J. Halbertsma, Willem Jan Knoop en Johan Carl Zimmerman (1861) "Bibliographisch album". In: De Gids. Jaargang 1861
- Dionys Burger, T.J. Halbertsma en Nikolaas Gerard Pierson (1861) "Bibliographisch album". In: De Gids. Jaargang 1861
- T.J. Halbertsma en Carl A.X.G.F. Sicherer (1862) "Bibliographisch album". In: De Gids. Jaargang 1862

Over T.J. Halbertsma
- Anne Dijkstra (2008) Joost Halbertsma's veldwerk voor het Lexicon Frisicum (1872).